# Annelise Kretschmer
Annelise Kretschmer (Dortmund, 11 de febrero de 1903 - ibid, 13 de agosto de 1987) fue una fotógrafa alemana.

## Biografía
Entre 1920 y 1922, Annelise Silberbach estudió encuadernación y dibujo en la Kunstgewerbeschule de Múnich. Posteriormente, comenzó una asistencia fotográfica en el estudio del fotógrafo suizo Leon von Kaenel (1875-1936), en Essen, que mantendría hasta 1924. Este mismo año se estableció en Dresde como alumna del maestro Franz Fiedler. En 1928 se casó con el escultor Sigmund Kretschmer con quien tuvo cuatro hijos. La pareja creó un tipo de vida familiar que resultaba inusual para la época: una madre como único sostén de la familia y un padre que se dedicaba al cuidado de los hijos mientras realizaba su trabajo artístico.
En 1929, la familia se trasladó a Dortmund, ciudad natal de Annelise, donde ella abrió su propio estudio, lo que la convertiría en una de las primeras fotógrafas con estudio propio en Alemania. Su trabajo principalmente consistía en retratos de niños y personas del ámbito cultural de la ciudad. También publicó regularmente en revistas como The Studio. En 1929, participó en la legendaria exposición itinerante "Film and Photo" de la Deutschen Werkbund y un año después en la exposición "Das Lichtbild" en Múnich. Viajó con frecuencia a París donde conoció a Florence Henri e Ilse Bing. En esta época, su trabajo se enmarca en el estilo Neuen Sachlichkeit, experimentando intensamente con el encuadre y el ángulo de visión.
Después de la llegada al poder de los nacionalsocialistas, Annelise Kretschmer sufrió el hostigamiento y el desprecio debido al origen judío de su padre Julius Silberbach. Por lo que su estudio fotográfico fue difamado y ella excluida de la sociedad de fotógrafos alemanes, a la que pertenecía desde 1926. Sin embargo, se graduó como maestra tras pasar un examen en 1936 y trabajó en los años siguientes como educadora. Gracias a su éxito profesional como fotógrafa de retratos se mantuvo en gran medida a salvo de nuevos ataques del régimen nazi. Con ayuda de sus padres ricos y de conocidos influyentes del magistrado de Dortmund, pudo solventar sus problemas financieros. La familia pasó los últimos años de la guerra cerca de Friburgo de Brisgovia. El estudio Dortmund de Kretschmer fue bombardeo en 1944.
Después de la Segunda Guerra Mundial reabrió su estudio que había sido destruido en 1950. Junto con su hija Christiane, nacida en 1940, trabajó principalmente para clientes procedentes del mundo de la industria y los negocios hasta la década de 1970, cuyas familias retrataba repetidamente. Entre 1950 y 1960, fotografió también a numerosas personalidades del mundo de las artes y la cultura, como el retrato de Albert Renger-Patzsch, Gerhard von Graevenitz, Ellice Illiard y Ewald Mataré. También trabajó para varias revistas e hizo retratos de mujeres para el noticiero. Además, realizó numerosas fotografías privadas, mostrando a su familia, especialmente a sus hijos.
Su marido Sigmund murió en 1953.

## Exposiciones (selección)
- 1929: "Película y Foto". Stuttgart
- 1930: "La fotografía". Munich
- 1982: "Annelise Kretschmer. La fotógrafa". Museo Folkwang, Essen
- 2003: "Annelise Kretschmer - Fotografías 1925-1975". El Museo Oculto, Berlín
- 2003 "Annelise Kretschmer". Museo de Arte e Historia Cultural, Dortmund
- 2003 "Dos fotógrafas - Elisabeth Hase, Annelise Kretschmer". Museo Folkwang, Essen
- 2016 "Annelise Kretschmer - Descubrimientos. Fotografías de 1922 a 1975 ".[3] Museo Käthe Kollwitz de Colonia[4]
- 2017 "Annelise Kretschmer - Fotografías 1925-1975". Museo Paula Modersohn-Becker, Bremen